# Theodor Angheluță
Theodor Angheluță   (Adam, 28 d'abril de 1882 - Cluj-Napoca, 30 de maig de 1964) va ser un matemàtic hongarès.

## Vida i Obra
Angheluță va fer els estudis secundaris a Bârlad, uns trenta quilòmetres al nord de la seva vila natal. El 1902 es va matricular a la universitat de Bucarest, en la qual es va graduar en matemàtiques el 1905. A partir de 1910 va estar a la Sorbona ampliant estudis amb Émile Picard. En esclatar a Primera Guerra Mundial (1914), va retornar al seu país on va fer de professor de secundària fins al 1919 en que va ser nomenat professor associat de la universitat de Bucarest. El 1923 va passar a ser professor titular d'àlgebra de la universitat de Cluj-Napoca, en la qual va ser degà de ciències el bienni 1931-1932 i de la qual es va retirar el 1947. No obstant, l'any 1950 es va reincorporar com a professor a la universitat tècnica de Cluj-Napoca, de la qual es va tornar a retirar el 1962.
Els treballs de recerca del professor Angheluță van ser en els camps de la teoria de funcions, equacions diferencials i integrals i anàlisi matemàtica i funcional.